# Liste der Kulturdenkmale in Sulzburg
In der Liste der Kulturdenkmale in Sulzburg sind alle Bau- und Kunstdenkmale der Stadt Sulzburg und ihrer Teilorte verzeichnet, die im „Verzeichnis der unbeweglichen Bau- und Kunstdenkmale und der zu prüfenden Objekte“ des Landesamts für Denkmalpflege Baden-Württemberg verzeichnet sind.
Diese Liste ist nicht rechtsverbindlich. Eine rechtsverbindliche Auskunft ist lediglich auf Anfrage bei der Unteren Denkmalschutzbehörde des Landkreises Breisgau-Hochschwarzwald erhältlich.

## Allgemein
- Bild: Zeigt ein ausgewähltes Bild aus Commons, „Weitere Bilder“ verweist auf die Bilder im Medienarchiv Wikimedia Commons.
- Bezeichnung: Nennt den Namen, die Bezeichnung oder die Art des Kulturdenkmals.
- Lage: Straßenname und Hausnummer oder Flurstücknummer des Kulturdenkmals, gegebenenfalls auch den Ortsteil. Die Grundsortierung der Liste erfolgt nach dieser Adresse. Der Link (Karte) führt zu verschiedenen Kartendiensten mit der Position des Kulturdenkmals. Fehlt dieser Link, wurden die Koordinaten noch nicht eingetragen. Sind diese bekannt, können sie über ein Tool mit einer Kartenansicht einfach nachgetragen werden. In dieser Kartenansicht sind Kulturdenkmale ohne Koordinaten mit einem roten bzw. orangen Marker dargestellt und können durch Verschieben auf die richtige Position in der Karte mit Koordinaten versehen werden. Kulturdenkmale ohne Bild sind an einem blauen bzw. roten Marker erkennbar.
- Datierung: Baubeginn, Fertigstellung, Datum der Erstnennung oder grobe zeitliche Einordnung entsprechend des Eintrags in der zuständigen Denkmaldatenbank (Landesamt für Denkmalpflege Baden-Württemberg).
- Beschreibung: Kurzcharakteristik des Kulturdenkmals.

## Laufen
| Bild           | Bezeichnung                                              | Lage                                   | Datierung   | Beschreibung             | ID |
| -------------- | -------------------------------------------------------- | -------------------------------------- | ----------- | ------------------------ | -- |
|                | Zehnthof                                                 | Laufen, Brunnengasse 2, 4 (Karte)      | 1579        | Geschützt nach § 2 DSchG | BW |
|                | Scheune                                                  | Laufen, Brunnengasse 3 (Karte)         | 1860        | Geschützt nach § 2 DSchG | BW |
|                | Winkelgehöft                                             | Laufen, Brunnengasse 7 (Karte)         | 1784        | Geschützt nach § 2 DSchG | BW |
|                | Brunnen                                                  | Laufen, Brunnengasse (Karte)           | 1773        | Geschützt nach § 2 DSchG | BW |
|                | Brückenwaage                                             | Laufen, Seilergasse, Eichgasse (Karte) | 1897        | Geschützt nach § 2 DSchG | BW |
|                | Brunnen                                                  | Laufen, Hohlenbergstraße (Karte)       | 1826        | Geschützt nach § 2 DSchG |    |
|                | Weingut Schlumberger                                     | Laufen, Obere Holzgasse 4 (Karte)      | 1774        | Geschützt nach § 2 DSchG |    |
|                | Pfarrhof                                                 | Laufen, Schlossgasse 1 (Karte)         | 18. Jh.     | Geschützt nach § 2 DSchG | BW |
|                | Schloss Zeppelin                                         | Laufen, Schlossgasse 3 (Karte)         | 19. Jh.     | Geschützt nach § 2 DSchG | BW |
|                | Gehöft                                                   | Laufen, Schlossgasse 4 (Karte)         | 1741        | Geschützt nach § 2 DSchG | BW |
|                | Winkelgehöft                                             | Laufen, Schlossgasse 6 (Karte)         | 1764        | Geschützt nach § 2 DSchG | BW |
|                | Dreiseitgehöft                                           | Laufen, Untere Holzgasse 1 (Karte)     | 1792        | Geschützt nach § 2 DSchG | BW |
|                | Winkelgehöft                                             | Laufen, Weinstraße 1 (Karte)           | 1773        | Geschützt nach § 2 DSchG | BW |
| Weitere Bilder | Evangelische Pfarrkirche mit Friedhof und Kriegerdenkmal | Laufen, Weinstraße 4 (Karte)           | 1852-1856   | Geschützt nach § 2 DSchG |    |
|                | Gehöft                                                   | Laufen, Weinstraße 5 (Karte)           | 1779        | Geschützt nach § 2 DSchG | BW |
|                | Schule und Rathaus                                       | Laufen, Weinstraße 6 (Karte)           | 1837        | Geschützt nach § 2 DSchG | BW |
|                | Gasthaus „zum Wilden Mann“ mit Hofanlage                 | Laufen, Weinstraße 7, 7a (Karte)       | 18./19. Jh. | Geschützt nach § 2 DSchG | BW |
|                | Gehöft                                                   | Laufen, Weinstraße 12 (Karte)          | 17. Jh.     | Geschützt nach § 2 DSchG | BW |
|                | Wohnhaus                                                 | Laufen, Weinstraße 13 (Karte)          | 1575        | Geschützt nach § 2 DSchG | BW |
|                | Gehöft                                                   | Laufen, Weinstraße 15 (Karte)          | 1775        | Geschützt nach § 2 DSchG | BW |
|                | Rathaus                                                  | Laufen, Weinstraße 16 (Karte)          | 1914        | Geschützt nach § 2 DSchG | BW |
|                | Gehöft                                                   | Laufen, Weinstraße 19 (Karte)          | 1723        | Geschützt nach § 2 DSchG |    |
|                | Gasthaus „Weißes Rösslein“ mit Hofanlage                 | Laufen, Weinstraße 21 (Karte)          | 17./18. Jh. | Geschützt nach § 2 DSchG | BW |
|                | Gehöft                                                   | Laufen, Weinstraße 22 (Karte)          | 1838        | Geschützt nach § 2 DSchG | BW |
|                | Dreiseitgehöft                                           | Laufen, Weinstraße 23 (Karte)          | 18. Jh.     | Geschützt nach § 2 DSchG | BW |
|                | Gasthaus „Drei Lilien“                                   | Laufen, Weinstraße 38 (Karte)          | 1835        | Geschützt nach § 2 DSchG | BW |
|                | Gehöft                                                   | Laufen, Weinstraße 40 (Karte)          | 1767        | Geschützt nach § 2 DSchG | BW |
|                | Gehöft                                                   | Laufen, Weinstraße 44 (Karte)          | 1759        | Geschützt nach § 2 DSchG | BW |
|                | Winzergenossenschaft Laufen                              | Laufen, Weinstraße 48 (Karte)          | 1934        | Geschützt nach § 2 DSchG |    |

## Sulzburg
| Bild           | Bezeichnung                                                     | Lage                                                | Datierung | Beschreibung                                                     | ID |
| -------------- | --------------------------------------------------------------- | --------------------------------------------------- | --------- | ---------------------------------------------------------------- | -- |
|                | Wohn- und Geschäftshaus                                         | Sulzburg, Alte Postgasse 2 (Karte)                  |           | Geschützt nach § 2 DSchG                                         | BW |
|                | Gehöft                                                          | Sulzburg, Alte Postgasse 4 (Karte)                  |           | Geschützt nach § 2 DSchG                                         | BW |
|                | Wohnhaus                                                        | Sulzburg, Ernst-Bark-Gasse 2 (Karte)                |           | Geschützt nach § 2 DSchG                                         | BW |
| Weitere Bilder | Sanatorium, heute Ernst-Leitz-Schule                            | Sulzburg, Ernst-Leitz-Weg 3 (Karte)                 | 1903      | Geschützt nach § 2 DSchG                                         |    |
|                | Gefallenendenkmal                                               | Sulzburg                                            |           | Geschützt nach § 2 DSchG                                         |    |
|                | Jüdisches Gemeindehaus                                          | Sulzburg, Gustav-Weil-Straße 1 (Karte)              |           | Geschützt nach § 2 DSchG                                         | BW |
|                | Gehöft                                                          | Sulzburg, Gustav-Weil-Straße 8 (Karte)              |           | Geschützt nach § 2 DSchG                                         | BW |
|                | Stallscheune                                                    | Sulzburg, hinter Gustav-Weil-Straße 10              |           | Geschützt nach § 2 DSchG                                         |    |
|                | Wohnhaus                                                        | Sulzburg, Gustav-Weil-Straße 12 (Karte)             |           | Geschützt nach § 2 DSchG                                         | BW |
| Weitere Bilder | Synagoge                                                        | Sulzburg, Gustav-Weil-Straße 18 (Karte)             |           | Geschützt nach § 2 DSchG                                         |    |
|                | Wohnhaus                                                        | Sulzburg, Gustav-Weil-Straße 20 (Karte)             |           | Geschützt nach § 2 DSchG                                         | BW |
|                | Herbstermühle                                                   | Sulzburg, Gustav-Weil-Straße 24 (Karte)             |           | Geschützt nach § 2 DSchG                                         | BW |
|                | Brücke                                                          | Sulzburg, Hauptstraße (Karte)                       |           | Geschützt nach § 2 DSchG                                         | BW |
|                | Wohnhaus                                                        | Sulzburg, Hauptstraße 23 (Karte)                    |           | Geschützt nach § 2 DSchG                                         | BW |
|                | Gehöft                                                          | Sulzburg, Hauptstraße 25 (Karte)                    |           | Geschützt nach § 2 DSchG                                         | BW |
|                | Gehöfte                                                         | Sulzburg, Hauptstraße 26/26a (Karte)                |           | Geschützt nach § 2 DSchG                                         | BW |
|                | Gehöft                                                          | Sulzburg, Hauptstraße 27 (Karte)                    |           | Geschützt nach § 2 DSchG                                         | BW |
|                | Gasthaus Schwarzer Adler                                        | Sulzburg, Hauptstraße 29 (Karte)                    |           | Geschützt nach § 2 DSchG                                         | BW |
|                | Gehöft                                                          | Sulzburg, Hauptstraße 31 (Karte)                    |           | Geschützt nach § 2 DSchG                                         | BW |
|                | Wohn- und Geschäftshaus                                         | Sulzburg, Hauptstraße 35 (Karte)                    |           | Geschützt nach § 2 DSchG                                         | BW |
|                | Wohnhaus                                                        | Sulzburg, Hauptstraße 40 (Karte)                    |           | Geschützt nach § 2 DSchG                                         | BW |
|                | Wohn- und Geschäftshaus                                         | Sulzburg, Hauptstraße 39 (Karte)                    |           | Geschützt nach § 2 DSchG                                         | BW |
|                | Wohnhaus                                                        | Sulzburg, Hauptstraße 41 (Karte)                    |           | Geschützt nach § 2 DSchG                                         | BW |
|                | Gehöft                                                          | Sulzburg, Hauptstraße 42 (Karte)                    |           | Geschützt nach § 2 DSchG                                         | BW |
|                | Gehöft                                                          | Sulzburg, Hauptstraße 43 (Karte)                    |           | Geschützt nach § 2 DSchG                                         | BW |
|                | Wohnhaus                                                        | Sulzburg, Hauptstraße 44 (Karte)                    |           | Geburtshaus von Johann Daniel Schöpflin Geschützt nach § 2 DSchG |    |
|                | Wohnhaus                                                        | Sulzburg, Hauptstraße 45 (Karte)                    |           | Geschützt nach § 2 DSchG                                         | BW |
|                | Wohnhaus                                                        | Sulzburg, Hauptstraße 46 (Karte)                    |           | Geschützt nach § 2 DSchG                                         | BW |
|                | Wohn- und Geschäftshaus                                         | Sulzburg, Hauptstraße 47/47a (Karte)                |           | Geschützt nach § 2 DSchG                                         | BW |
|                | Besoltsches Haus                                                | Sulzburg, Hauptstraße 48 (Karte)                    |           | Geschützt nach § 2 DSchG                                         | BW |
|                | Wohnhaus                                                        | Sulzburg, Hauptstraße 49 (Karte)                    |           | Geschützt nach § 2 DSchG                                         | BW |
|                | Wohnhaus                                                        | Sulzburg, Hauptstraße 50 (Karte)                    |           | Geschützt nach § 2 DSchG                                         | BW |
|                | Wohnhaus                                                        | Sulzburg, Hauptstraße 51 (Karte)                    |           | Geschützt nach § 2 DSchG                                         | BW |
|                | Wohnhaus                                                        | Sulzburg, Hauptstraße 53/Ernst-Bark-Gasse 1 (Karte) |           | Geschützt nach § 2 DSchG                                         | BW |
|                | Wohnhaus                                                        | Sulzburg, Hauptstraße 55 (Karte)                    |           | Geschützt nach § 2 DSchG                                         | BW |
| Weitere Bilder | Ehem. evangelische Pfarrkirche                                  | Sulzburg, Hauptstraße 56 (Karte)                    |           | heute Landesbergbaumuseum Geschützt nach § 12 DSchG              |    |
| Weitere Bilder | Ehem. Weingut, heute Rathaus                                    | Sulzburg, Hauptstraße 60 (Karte)                    |           | Geschützt nach § 12 DSchG                                        |    |
| Weitere Bilder | Küchen- und Marstallflügel des markgräflichen Residenzschlosses | Sulzburg, Hauptstraße 62 (Karte)                    |           | Geschützt nach § 12 DSchG                                        |    |
|                | Andlausches Haus                                                | Sulzburg, Hauptstraße 57/59 (Karte)                 |           | Geschützt nach § 2 DSchG                                         | BW |
|                | Brunnen                                                         | Sulzburg, vor Hauptstraße 60 (Karte)                |           | Geschützt nach § 2 DSchG                                         | BW |
|                | Wohnhaus                                                        | Sulzburg, Hauptstraße 63 (Karte)                    |           | Geschützt nach § 2 DSchG                                         | BW |
|                | Rathaus                                                         | Sulzburg, Hauptstraße 64 (Karte)                    |           | Geschützt nach § 2 DSchG                                         | BW |
|                | Wohnhaus                                                        | Sulzburg, Hauptstraße 65 (Karte)                    |           | Geschützt nach § 2 DSchG                                         | BW |
|                | Wohnhaus                                                        | Sulzburg, Hauptstraße 66 (Karte)                    |           | Geschützt nach § 2 DSchG                                         | BW |
|                | Wohnhaus                                                        | Sulzburg, Hauptstraße 67 (Karte)                    |           | Geschützt nach § 2 DSchG                                         |    |
| Weitere Bilder | Gasthof Hirschen                                                | Sulzburg, Hauptstraße 69 (Karte)                    |           | Geschützt nach § 2 DSchG                                         |    |
|                | Küferei                                                         | Sulzburg, Hauptstraße 70 (Karte)                    |           | Geschützt nach § 2 DSchG                                         | BW |
|                | Wohn- und Geschäftshaus                                         | Sulzburg, Hauptstraße 71 (Karte)                    |           | Geschützt nach § 2 DSchG                                         |    |
|                | Wohnhaus                                                        | Sulzburg, Hauptstraße 72 (Karte)                    |           | Geschützt nach § 2 DSchG                                         | BW |
|                | Wohnhaus                                                        | Sulzburg, Hauptstraße 73 (Karte)                    |           | Geschützt nach § 2 DSchG                                         | BW |
|                | Wohnhaus                                                        | Sulzburg, Hauptstraße 74 (Karte)                    |           | Geschützt nach § 2 DSchG                                         | BW |
|                | Gehöft                                                          | Sulzburg, Hauptstraße 75 (Karte)                    |           | Geschützt nach § 2 DSchG                                         | BW |
|                | Gehöft                                                          | Sulzburg, Hauptstraße 76 (Karte)                    |           | Geschützt nach § 2 DSchG                                         | BW |
|                | Gasthof Rebstock                                                | Sulzburg, Hauptstraße 77/77a (Karte)                |           | Geschützt nach § 2 DSchG                                         | BW |
|                | Gehöft                                                          | Sulzburg, Im Brühl 1 (Karte)                        |           | Geschützt nach § 2 DSchG                                         | BW |
|                | Gehöft                                                          | Sulzburg, Im Brühl 9 (Karte)                        |           | Geschützt nach § 2 DSchG                                         | BW |
|                | Gehöft                                                          | Sulzburg, Joh.-Dan.-Schöpflin-Weg 2 (Karte)         |           | Geschützt nach § 2 DSchG                                         | BW |
|                | Bogenbrücke                                                     | Sulzburg, Kapellenmattenweg (Karte)                 |           | Geschützt nach § 2 DSchG                                         | BW |
|                | Brücke                                                          | Sulzburg, Klostergasse (Karte)                      |           | Geschützt nach § 2 DSchG                                         | BW |
|                | Brunnen                                                         | Sulzburg, Klostergasse                              |           | Geschützt nach § 2 DSchG                                         |    |
|                | Wohnhaus                                                        | Sulzburg, Klostergasse 1 (Karte)                    |           | Geschützt nach § 2 DSchG                                         | BW |
|                | Wohnhaus                                                        | Sulzburg, Klostergasse 4 (Karte)                    |           | Geschützt nach § 2 DSchG                                         | BW |
|                | Wohnhaus                                                        | Sulzburg, Klostergasse 6 (Karte)                    |           | Geschützt nach § 2 DSchG                                         | BW |
|                | Klostermühle                                                    | Sulzburg, Klostergasse 8 (Karte)                    |           | Geschützt nach § 2 DSchG                                         | BW |
|                | Wohnhaus                                                        | Sulzburg, Klosterplatz 2 (Karte)                    |           | Geschützt nach § 2 DSchG                                         |    |
| Weitere Bilder | Ehem. Kloster St. Cyriak                                        | Sulzburg, Klosterplatz 3 (Karte)                    |           | Geschützt nach § 12 DSchG                                        |    |
|                | Stadtbefestigung                                                | Sulzburg                                            |           | Geschützt nach § 12 DSchG                                        |    |